# 당뇨병
당뇨병(糖尿病, diabetes mellitus, DM, diabetes)은 높은 혈당 수치가 오랜 기간 지속되는 대사 질환이다.[1] 혈당이 높을 때의 증상으로는 소변이 잦아지고, 갈증과 배고픔이 심해진다. 이를 치료하지 않으면 다른 합병증을 유발할 수 있다. 급성의 합병증으로는 당뇨병케톤산증, 고혈당성 고삼투성 비케톤성 혼수 등이 포함된다[2] 심각한 장기간 합병증으로는 심혈관질환, 뇌졸중, 만성신부전, 당뇨병성 궤양, 당뇨망막병 등이 포함된다.[3]
당뇨병은 췌장이 충분한 인슐린을 만들어 내지 못하거나 몸의 세포가 만들어진 인슐린에 적절하게 반응하지 못하는 것이 원인이 된다.[4]
인슐린 작용의 부족 등에 의한 만성 고혈당증은 여러 특징적인 대사 이상을 수반한다. 인슐린은 주로 탄수화물 대사에 관여하므로, 당뇨병은 탄수화물 대사의 이상이 기본적인 문제이나, 이로 인해 체내의 모든 영양소 대사가 영향을 받게 되므로, 또한 총체적인 대사상의 질병이라고 할 수 있다. 당뇨병은 현대에서 가장 중요한 만성 질병으로 꼽히며 특히 선진국일수록 발생 빈도가 높다.
당뇨병은 통상 다음의 세 가지로 나뉜다.
- 제1형 당뇨병은 충분한 인슐린을 만들어내지 못하는 것에 기인한다. '인슐린의존당뇨병' 또는 '연소성 당뇨병'이라고도 한다. 원인은 밝혀지지 않았다.[2]
- 제2형 당뇨병은 세포가 인슐린에 적절하게 반응하지 못하는 인슐린저항으로 시작된다.[2] 병이 진행되면서 인슐린 부족이 발생할 수도 있다.[10] '인슐린-비의존 당뇨병' 또는 '성인 당뇨병'이라고도 한다. 체중 과다와 충분하지 못한 운동으로 주로 발병한다.[2]
- 임신당뇨병은 세 번째 유형이며, 당뇨병의 병력이 없는 임신한 여성에 고혈당으로 발전하는 경우에 발병한다.[2]

예방과 치료로 보건식, 운동, 금연, 정상 체중 유지가 포함된다. 혈압 조절과 적절한 발 관리 또한 당뇨병 환자들에 있어 중요하다. 제1형 당뇨병은 인슐린 주사로 관리되어야 한다. 제2형 당뇨병은 투약으로 치료하는데, 인슐린이 포함될 수도, 그렇지 않을 수도 있다. 인슐린과 일부 경구 투약은 저혈당을 일으킬 수 있다. 비만증이 있는 제2형 당뇨병 환자에는 체중감량 수술이 효과적인 조치일 수 있다. 임신당뇨병은 통상 출산 후 해결된다.
2014년 기준으로, 세계적으로는 약 3억 8천여 명의 당뇨병 환자가 존재하며, 제2형 당뇨병이 90%를 차지한다. 이는 성인 인구의 8.3%에 해당되는데, 남녀의 비율은 서로 같다. 2012년부터 2014년까지, 매년 당뇨병으로 사망한 사람은 150만에서 490만에 이르는 것으로 추정되었다. 당뇨병은 사망 위험을 최소한 두 배로 늘인다. 당뇨병 환자는 2035년 5억 9천여만 명까지 증가할 것으로 예측된다. 세계적으로 당뇨병에 드는 경제적 비용은 6,120억 미국 달러에 이를 것으로 추정된다. 2012년 미국에서는 당뇨병에 드는 비용은 2,450억 달러에 달했다.

## 징후와 증상
치료받지 않은 전형적인 당뇨병의 증상은 체중 감소, 다뇨증, 다음다갈증, 다식증이다. 제1형 당뇨병에서는 증상이 수 주 또는 수 개월 사이에 급속하게 발전할 수 있다. 제2형 당뇨병은 그보다 훨씬 천천히 진행되고, 증상이 미미하거나 없을 수 있다.
당뇨병에만 특정되지 않지만 여러 다른 징후와 증상으로 당뇨병이 시작되었음을 알 수 있다. 위에 언급된 증상에 더하여, 흐린 시각, 두통, 피로, 베인 상처의 늦은 치유, 피부의 가려움 등이 여기에 포함된다. 높은 혈당이 지속되면 수정체에 포도당이 흡수될 수 있으며, 모양의 변형을 가져와 시력을 변화시킨다. 당뇨병으로 일어날 수 있는 피부 발진들은 총괄하여 당뇨병 피부증후군으로 알려져 있다.

### 응급 상황
제1형과 제2형 당뇨병 환자에서는 저혈당이 흔하다. 대부분의 경우 증상이 가볍고 의료적 응급 상황으로 간주되지 않는다. 영향은 가벼운 경우 불안, 발한, 떨림, 식욕 증진으로부터 심한 경우에는 착란, 행동 변화, 발작, 의식상실, 드물게는 뇌손상, 또는 사망에까지 이른다. 가벼운 증례는 당분이 많은 음식을 먹거나 마심으로 스스로 치료된다. 심한 증례는 의식을 잃게 할 수 있으므로 포도당 정맥 주사 또는 포도당 주사로 치료해야 한다.
(통상 제1형 당뇨병)환자는 당뇨병케톤산증을 경험하게 되는데, 이는 구역 및 구토와 복통, 숨 쉴 때의 아세톤 냄새, 쿠스마울 호흡으로 알려진 심호흡, 심한 경우 의식 혼탁이 특징인 대사장애이다.
드물지만 심한 증상으로 고삼투압성비케토산성혼수가 있을 수 있는데, 이는 제2형 당뇨병에서 흔하며, 주로 탈수에 의한 것이다.

### 합병증
모든 형태의 당뇨병은 장기간의 합병증의 위험을 증가시킨다. 통상 이들은 10년에서 20년에 이르는 기간에 발생하나, 이전에 당뇨병 검사를 받지 않았던 사람들에는 (당뇨병에 의한) 첫 번째 증상이 될 수 있다.
주요 만성 합병증은 혈관의 손상과 관련되어 있다. 당뇨병은 심혈관 질환의 위험을 2배로 늘리며, 당뇨병 사망자의 약 75%가 심장동맥병에 의한 것이다. 다른 혈관 질환으로는 뇌졸중, 말초혈관병이 있다.
미세혈관의 손상에 의한 당뇨병의 주요 합병증으로는 눈, 신장, 신경의 손상이 있다. 당뇨망막병증으로 알려진 눈의 손상은 눈의 망막의 혈관이 손상되어 생기며, 시력을 점차 잃어버려 실명할 수 있다. 당뇨병콩팥병증으로 알려진 신장의 손상은 조직에 흉터가 형성될 수 있고, 오줌으로 단백질을 잃어버릴 수 있으며, 결국에는 투석이나 신장 이식이 필요할 수 있는 만성 콩팥병에 걸릴 수 있다. 당뇨병신경병증으로 불리는 체내의 신경 손상은 당뇨병의 가장 흔한 합병증이다. 증상으로는 무감각, 저림, 통증, 통각 변경 등이 있으며, 이들은 피부 손상을 초래할 수 있다. 당뇨족(당뇨병성 족부 궤양)과 같은 당뇨병에 관련된 발 문제도 생길 수 있는데, 치료가 어려울 수 있고, 종종 절단이 필요하다. 추가로, 근위 당뇨병신경병증은 고통스러운 근육 쇠약을 초래할 수 있다.
인지 결손과 당뇨병은 연관성이 있다. 당뇨병이 없는 경우와 비교하여 당뇨병 환자들은 인지 기능의 감소 속도가 1.2에서 1.5배 크다.

## 분류 및 원인
| 특징                     | 제1형 당뇨병  | 제2형 당뇨병         |
| ------------------------ | ------------- | -------------------- |
| 발현                     | 급성          | 점진적               |
| 발현 연령                | 대부분 어린이 | 대부분 어른          |
| 체격                     | 마르거나 보통 | 종종 비만            |
| 케톤산증                 | 흔하다        | 드물다               |
| 자가항체                 | 보통 존재     | 결여                 |
| 내인성 인슐린            | 적거나 결여   | 보통, 감소 또는 증가 |
| 일란성쌍둥이의 형질 일치 | 50%           | 90%                  |
| 유병률                   | ~10%          | ~90%                 |

당뇨병은 크게 네 가지, 즉 제1형 당뇨병, 제2형 당뇨병, 임신당뇨병, 그리고 기타 특이 형태의 당뇨병으로 분류된다. '기타 특이 형태'라는 것은 개별적인 수십 건의 원인을 모은 것이다.
제1형 당뇨병은 췌장 베타 세포의 파괴성 병변에 의해 인슐린이 결핍되어 생기는 당뇨병으로, 다시 면역 매개형, 원인 불명형으로 나뉜다. 제2형 당뇨병은 인슐린 분비 저하와 인슐린 저항성(IR)으로 인해 생기며, 이 두 가지 인자의 관여 정도에 따라 인슐린 분비부족 우위 당뇨병과 인슐린 저항성 우위 당뇨병으로 나뉜다.
이외에도 임신 중에 처음 발생하거나 진단된 모든 형태의 내당능 장애를 임신성 당뇨병이라고 하며, 정상과 당뇨병 사이의 혈당 농도를 보이는 경우를 경계형 당뇨라고 한다.

### 제1형 당뇨병
제1형 당뇨병은 췌장에서 인슐린을 생성하는 랑게르한스섬의 베타 세포의 손실로 인슐린이 결핍되는 것이 특징인 당뇨병이다. 이 형태는 다시 면역매개형(immune-mediated)과 원인불명형(idiopathic)으로 세분되기도 한다. 제1형의 대부분은 면역매개이며, T세포 매개의 자가 면역 공격이 베타 세포와 인슐린의 손실을 초래한다. 이는 북아메리카와 유럽에서 발생하는 당뇨병 중 약 10%의 원인이 된다. 발병시 대부분의 사람들은 건강하며 체중도 정상이다. 감수성과 인슐린에 대한 반응은 보통 정상이며, 초기 단계에는 특히 그러하다. 제1형 당뇨병은 어린이나 어른 모두에 영향을 줄 수 있지만, 어린이들에서 대부분 발생하므로 전통적으로 '소아당뇨병'이라 부른다.
불안정당뇨병은 인슐린의존당뇨병에서 종종 특별한 이유 없이 극적으로 재발되는 글루코스 수치의 변동을 전통적으로 불렀던 명칭으로, 생물학상의 근거는 없다. 그럼에도 불구하고, 제1형 당뇨병은 불규칙하고 예측이 불가능한 고혈당, 종종 케톤증, 가끔씩은 심각한 저혈당을 동반하기도 한다. 다른 합병증으로는 저혈당의 대응 반응 조절 악화, 감염, 식이 탄수화물의 흡수가 불규칙해지는 위마비, 내분비병(예를 들면 에디슨병) 등이 있다. 이러한 현상들은 1%에서 2% 이하의 제1형 당뇨병 환자들에서 발생한다고 여겨지고 있다.
제1형 당뇨병은 일부분 선천적이며, 당뇨병의 위험성에 영향을 주는 것으로 알려진 특정 사람백혈구항원을 포함한 복수의 유전자와 관련이 있다. 유전적으로 감수성이 있는 사람들에 있어서 당뇨병의 시작은 바이러스 감염이나 식사 등 한 가지 또는 그 이상의 환경적 요인에 촉발될 수 있다. 제1형 당뇨병과 콕사키 B4 바이러스의 연관성을 암시하는 약간의 증거가 있다. 제2형 당뇨병과는 달리 제1형 당뇨병의 시작과 생활 방식은 서로 관련이 없다.

### 제2형 당뇨병
제2형 당뇨병은 인슐린 저항성이 있는 것이 특징이며, 상대적으로 줄어든 인슐린 분비와 관련되었을 수 있다. 체 조직의 인슐린에 대한 반응 결손은 인슐린수용체와 관련이 있다고 여겨지고 있다. 어쨌거나, 특별한 결함은 알려지지 않았고, 알려진 결함에 의한 당뇨병은 별도로 구분된다. 제2형 당뇨병은 가장 흔한 종류이다.
제2형의 초기 두드러지는 이상은 인슐린 감수성의 감소이다. 이 단계에서는 인슐린 감수성을 향상시키거나 간의 포도당 생산을 줄이는 투약과 다양한 조치로 고혈당증이 역전될 수 있다.
제2형 당뇨병은 주로 생활방식의 요소나 유전에 의한다.
비만(체질량 지수 30 초과로 정의), 운동 부족, 부실한 식사, 스트레스, 도시화 등을 포함한 몇 가지 생활방식 요소들은 제2형 당뇨병의 발생에 있어 중요하다고 알려져 있다. 중국과 일본 사람의 30%, 유럽과 아프리카 사람의 60~80%, 피마족 인디언과 태평양 섬주민들의 100%가 과도한 체지방에 관련되어 있다. 비만이 없는 사람들도 종종 높은 허리엉덩이비율을 갖는다.
식사 요소 또한 제2형 당뇨병의 발전에 영향을 준다. 설탕이 첨가된 음료의 과도한 섭취는 위험 증가와 관련이 있다. 식사에서의 지방의 종류도 중요한데, 포화 지방산과 트랜스지방은 위험을 증가시키며, 다불포화지방산과 불포화지방은 위험을 감소시킨다. 백미의 다량 섭취는 위험을 증가시키는 역할을 하는 것으로 보인다. 환자의 7%는 운동 부족으로 유발되었다고 여겨진다.

### 임신당뇨병
임신당뇨병(GDM, Gestational diabetes mellitus)은 인슐린 분비와 반응이 상대적으로 불충분한 증세의 조합과 관련되어 있으며, 여러 면에서 제2형 당뇨병과 닮았다. 이 병은 임신부의 약 2~10%에서 발병되며, 출산 후에는 증세가 좋아지거나 사라진다. 어쨌거나, 임신 후 임신당뇨병이 있는 여성의 5~10% 정도가 당뇨병이 있는 것으로 파악되는데, 대부분 제2형 당뇨병이다. 임신당뇨병은 완전히 치료할 수 있으나, 임신 기간 동안 주의 깊은 의학적 관리가 필요하다. 관리에는 식습관 개선, 혈당감시, 경우에 따라서는 인슐린이 필요할 수 있다.
일시적이기는 하지만, 임신당뇨병을 치료하지 않으면 태아나 산모의 건강을 해칠 수 있다. 태아에 있을 수 있는 위험으로는 거구증, 선천적인 심장과 중추신경계 이상, 골격근 기형 등이 포함된다. 태아의 인슐린 증가는 태아의 표면활성제 생산을 막아 호흡곤란증후군을 유발한다. 적혈구의 파괴로부터 고빌리루빈혈증이 발생할 수 있다. 심한 경우 주산기사망이 발생할 수 있는데, 대부분 혈관 장애로 태반 관류가 불량한 결과이다. 태반기능 저하에는 분만유도가 필요할 수 있다. 뚜렷한 태아절박가사가 있거나 어깨난산과 같은 거구증으로 인한 부상 위험이 증가하면 제왕 절개를 실시할 수도 있다.

### 기타 유형
당뇨병전기는 혈당치가 평균보다 높지만 제2형 당뇨병으로 진단될 정도는 아닐 때에 발생한다. 제2형 당뇨병으로 발전하는 다수는 수 년 간 당뇨병전기의 상태에 있게 된다.
성인잠복 자가면역 당뇨병 (LADA, Latent autoimmune diabetes of adults)은 성인에서 제1형 당뇨병으로 발전하는 경우이다. LADA가 있는 성인은 연령보다는 병인론 때문에 종종 제2형 당뇨병으로 오진된다.
일부 유형의 당뇨병은 체조직의 수용체가 인슐린에 반응하지 않아 발생된다. 이는 인슐린이 정상인 경우에도 발생하여 제2형 당뇨병과 구별되는데, 이러한 유형은 매우 드물다. 보통 염색체 또는 미토콘드리아의 유전적 변이가 베타 세포 기능의 결함을 초래할 수 있다. 만성재발이자염이나 낭포성 섬유증 같은 이자에 큰 손상을 주는 질병은 당뇨병을 일으킬 수 있다. 인슐린 길항성의 호르몬의 과다 분비와 관련된 질병도 당뇨병을 유발할 수 있으나, 통상 호르몬 과잉이 제거되면 해결된다. 많은 약제들이 인슐린 분비에 손상을 주며, 일부 독소는 이자의 베타 세포에 피해를 준다.
기타 유형의 당뇨병으로는 과량의 당질 코르티코이드로 유발되는 스테로이드 당뇨병, 여러 유형의 단일유전자 당뇨병(MODY, Maturity onset diabetes of the young) 등이 있다.
당뇨병의 기타 원인들을 종합하면 다음과 같다.
| - 베타 세포 기능의 유전적 결함 - 성인발병 당뇨병(MODY, Maturity onset diabetes of the young) - 미토콘드리아 DNA 변이 - 인슐린 생성 또는 인슐린 작용의 유전적 결함 - 풋인슐린 전환의 결함 - 인슐린 유전자 변이 - 인슐린 수용체 변이 - 외분비이자 결손 - 만성재발이자염 - 이자절제 - 췌장암 - 낭포성 섬유증 - 혈색소증 - 섬유석회화 이자병증 | - 내분비학 - 성장 호르몬 과잉 (말단비대증) - 쿠싱 증후군 - 갑상샘 과다증 - 크롬친화세포종 - 글루카곤증 - 감염 - 사이토메갈로바이러스감염 - 콕사키 B군 바이러스 - 약제 - 당질 코르티코이드 - 갑상샘호르몬 - 베타아드레날린 작용제들 - 스타틴 |

## 병태생리학

정상적인 이자의 베타 세포에서의 인슐린 분비 기제 — 인슐린 생산은 베타 세포 내에서는 어느 정도 일정하다. 인슐린 분비는 음식, 주로 체내에 흡수되는 포도당을 함유한 음식에 의해 촉발된다.

인슐린은 대부분의 체세포, 특히 간, 근육, 지방조직으로의 피로부터의 포도당 섭취를 조절하는 주요 호르몬이다. 따라서, 인슐린의 부족이나 그 수용체의 감수성이 모든 형태의 당뇨병에서 중요한 역할을 한다. 인체는 주로 세 곳에서 포도당을 얻는다. 이는 내장에서의 음식 흡수, 간에서 발견되는 포도당의 저장형인 글리코겐의 분해, 체내에서 탄수화물의 기본 물질 없이 포도당을 생성하는 포도당신합성을 말한다. 인슐린은 체내의 포도당치 균형 유지에 중대한 역할을 한다. 인슐린은 글리코겐의 분해나 포도당신합성을 막을 수 있으며, 포도당의 지방과 근육 세포로의 운반을 활성화할 수 있고, 포도당의 글리코겐 형태로의 저장을 활성화할 수 있다.
인슐린은 주로 식사 후의 혈당치 상승에 반응하여 베타 세포에 의해 혈액 속으로 방출되고, 이자 내의 랑게르한스섬에서 찾아볼 수 있다. 인슐린은 약 2/3의 체세포에서 연료로서의 사용, 다른 분자로의 전환, 또는 저장을 위해 혈액으로부터 포도당을 흡수하는 데에 쓰인다. 저혈당은 베타 세포로부터의 인슐린 방출을 감소시키고, 글리코겐이 포도당으로 분해되게 한다. 이 과정은 호르몬인 글루카곤에 의해 주로 조절되는데, 글루카곤은 인슐린과 반대의 작용을 한다.
사용 가능한 인슐린의 양이 충분하지 않거나 세포들이 인슐린에 잘 반응하지 않거나, 또는 인슐린 자체가 결함이 있다면, 포도당은 필요로 하는 체세포에 제대로 흡수되지 않고, 간과 근육에 적절하게 저장되지 않게 된다. 이들은 지속적으로 혈당치를 높이고, 단백질 합성을 어렵게 하며, 산증과 같은 또 다른 대사 장애를 일으킨다.
시간이 지나도 혈액 내의 포도당 농도가 높으면 콩팥은 재흡수의 문턱값에 도달하게 되고, 포도당은 소변으로 배설되는데, 이것이 당뇨이다. 소변의 삼투압이 증가하고, 신장에 의한 재흡수가 안 되어 소변의 생성이 늘어나는 다뇨증이 되며, 체액이 손실이 늘어난다. 혈액량이 감소되면 체세포와 다른 몸의 구획으로부터 수분이 삼투로 대체되어 탈수를 유발하며, 갈증이 심화되어 다음증이 된다.

### 병리 기전
당뇨병은 인슐린 부족이나 인슐린에 대한 세포 저항으로 인한 고혈당이 근본적인 원인으로 고혈당이 지속됨에 따라 대사상의 변화가 초래된다. 인슐린 작용이 저하되면 과다한 당을 섭취하였을 때 일정한 혈당 수준을 유지하는 내당능력이 감소하므로 혈당이 높아지고 따라서 당을 소변으로 배설하는 포도당 낭비 현상을 보인다.
당뇨병 초기의 특징적인 증상으로는 다뇨(polyuria), 갈증(polydipsia), 식욕항진(polyphagia), 체중감소를 들 수 있다. 임상적인 증상으로는 요를 통한 당의 배설(glucosuria), 고혈당(hyperglycemia), 결구 내당능 검사의 이상(abnormal glucose tolerance test), 무력증(asthenia) 등이 있다.
한국에 많은 제2형 당뇨병의 경우 인슐린 저항성으로 생기며, 이 때문에 초기에는 췌장에서 인슐린 분비를 늘림으로써 별다른 증상이 없지만, 췌장의 능력에 한계가 오게 되면 증상이 나타나기 때문에 진단이 늦어진다. 보통 이 기간이 5년 이상으로 알려져 있으며 따라서 당뇨진단 당시에 합병증이 이미 와 있을 수 있기 때문에 합병증에 대한 검사가 필요하다.

## 진단
| 조건           | 2시간 혈당    | 공복 혈당               | HbA1c    | HbA1c   |
| -------------- | ------------- | ----------------------- | -------- | ------- |
| 단위           | mmol/l(mg/dl) | mmol/l(mg/dl)           | mmol/mol | DCCT %  |
| 정상           | <7.8 (<140)   | <6.1 (<110)             | <42      | <6.0    |
| 공복 혈당 장애 | <7.8 (<140)   | ≥6.1(≥110) & <7.0(<126) | 42~46    | 6.0~6.4 |
| 내당력 장애    | ≥7.8 (≥140)   | <7.0 (<126)             | 42~46    | 6.0~6.4 |
| 당뇨병         | ≥11.1 (≥200)  | ≥7.0 (≥126)             | ≥48      | ≥6.5    |

당뇨병은 반복되거나 지속되는 고혈당이 특징이며, 다음 경우 중 한 가지에 해당되는지를 보고 진단한다.
- 공복시 혈장 혈당치 ≥ 7.0 mmol/l (126 mg/dl)
- 당부하검사에서와 같이 75 g의 경구 포도당 섭취 2시간 후에 혈장 혈당치 ≥ 11.1 mmol/l (200 mg/dl)
- 고혈당 증상과 함께 평상시 혈장 혈당 ≥ 11.1 mmol/l (200 mg/dl)
- 당화혈색소 (HbA1C) ≥ 48 mmol/mol :≥ 6.5 DCCT(Diabetes Control and Complications Trial)%.[49]

결과가 양성일 때 명확한 고혈당이 없다면 또 다른 날에 위의 방법들을 반복하여 확인해야 한다. 공복시 혈당을 재는 것이 선호되는데, 이는 검사가 간편하며, 정식의 당부하검사에는 상당한 시간이 걸리기 때문이다. 당부하검사는 마칠 때까지 2시간이 걸리며, 공복시 검사에 비해 예측의 장점이 없기 때문이다. 현재의 정의에 따르면, 두 차례의 공복 혈당 검사에서 126 mg/dl (7.0 mmol/l)을 초과하면 당뇨병이 있다고 진단된다.
세계 보건 기구에 따르면, 공복시 혈당이 6.1에서 6.9 mmol/l (110에서 125 mg/dl)인 사람들은 공복 혈당 장애가 있다고 고려된다. 75 g의 경구 포도당 섭취 2시간 후 혈장 혈당이 7.8 mmol/l (140 mg/dl)을 초과하면서 11.1 mmol/l (200 mg/dl)을 넘지 않는 사람들은 내당력 장애가 있는 것으로 고려된다. 이들 두 당뇨병 전증 상태 중 내당력 장애는 심혈관 질환과 함께 특히 완전한 당뇨병으로 진행할 주요 위험 요소가 된다. 2003년 이후로 미국 당뇨병 협회(American Diabetes Association)에서는 공복 혈당 장애로 5.6에서 6.9 mmol/l (100에서 125 mg/dl)의 약간 다른 범위를 이용한다.
심혈관계 질환의 위험을 알아내기에는 당화혈색소(glycated hemoglobin)가 공복혈당보다 낫다.
드문 질병인 요붕증(diabetes insipidus)은 당뇨병과 유사한 증상을 갖지만, 당 대사의 장애는 없으며, ('insipidus'는 라틴어로 '냄새가 없음'을 의미한다.) 질환의 기제도 다르다. 당뇨병은 대사 증후군으로 알려진 보다 더 넓은 상태의 일부이다.

### 진단 기준
진단은 정맥혈의 혈장 포도당 농도를 기준으로 이루어진다. 서로 다른 날 2번 검사하여 공복시(보통 검사 전 8~12시간 금식 상태) 혈장 포도당 농도가 둘 다 126 mg/dL 이상이면 당뇨로 진단한다. 학회마다 차이가 있지만 일반적으로 정상 혈장 포도당 농도는 보통 100 mg/dL 미만(110 mg/dL을 기준으로 하기도 함)이며, 100~125 mg/dL 사이를 경계형 당뇨병라고 한다. 경계형 당뇨병의 경우 당뇨로 진행하는 경우가 25~30%로 알려져 있으므로, 자주 혈당을 측정하여 당뇨병으로의 진행여부를 조기에 파악해야 한다.
흔히 사용하는 휴대용 혈당측정기의 경우 말초혈액을 측정하는 것이어서, 정맥혈의 혈장 포도당을 측정한 결과에 비해 혈당이 낮게 측정된다. 따라서 휴대용 혈당 측정기로 혈당이 110 mg/dL 이상으로 측정되면 병원에서 정확한 진단을 받는 것이 좋다.

## 예방
제1형 당뇨병의 예방법은 알려져 있지 않다. 제2형 당뇨병은 종종 정상 체중을 유지하고, 육체적 운동을 하고, 건강에 좋은 식사를 하는 것이다. 당뇨병 방지를 돕는 것으로 알려진 식생활의 변화로는 통알곡과 섬유질이 풍부한 식사를 하고, 땅콩이나 식물성 기름, 물고기 등에 들어있는 불포화 지방과 같은 좋은 지방을 선택하는 것 등이 있다.
설탕이 든 음료를 제한하고 붉은 고기와 다른 포화지방산이 포함된 식품의 양을 줄이는 것 또한 당뇨병 예방에 도움이 될 수 있다. 직접 흡연도 당뇨병의 위험 증가와 관련되어 있어서, 금연은 중요한 예방법이 될 수 있다.
한편 운동이 제2형 당뇨병에 매우 긍정적인 기능에서 유익하다는 보고는 운동이 세포내 미토콘드리아의 발생기작과 매우 밀접한 연관이 있다는 사실을 시사하는 연구에서 이에대한 정교한 이해를 돕는 정보들을 제공한다고 알려져있다. 특히 보다 지속적인 즉 단거리 빨리달리기보다는 장거리 걷기가 시간이라는 자원의 소모에서 제외되고 비교될 때 무산소성 해당과정보다는 체지방을 사용하도록 하는 산소성의 생화학적 메커니즘을 이용하는 비율이 높아진다는 점에서 당뇨병성케톤산증(Diabetic ketoacidosis, DKA)과 함께 당뇨병을 이해하는 주요한 틀을 역시 제공한다.

## 관리 및 치료

### 생활 방식
당뇨병 환자들은 병에 대한 교육과 치료, 보통의 몸무게를 달성하기 위한 영양 섭취, 운동 등으로 단기와 장기의 허용 범위내 혈당치를 유지하는 것이 도움이 될 수 있다. 추가로, 관련된 심혈관 질환의 위험이 있으므로 혈압 조절을 위해 생활 방식을 바꾸는 것이 권장된다.

### 투약
제2형 당뇨병의 경우 초기에는 약으로 조절 가능하지만, 제1형 당뇨병의 경우 췌장에서 인슐린이 감소된 경우이므로 인슐린 주사를 이용한 치료가 필요하다.
당뇨병 치료에 사용되는 약은 혈당치를 낮춘다. 항당뇨병약으로 여러 다른 종류의 약이 있다. 메트포르민과 같은 약은 경구로, 인슐린과 같은 약은 주사로 투여한다.
제2형 당뇨병 치료의 1차 약제로 일반적으로 메트포민이 있는데, 사망율을 줄이는 충분한 효과가 있기 때문에 대부분이 경구 투약인 다른 종류의 여러 약제들은 제2형 당뇨병에서 혈당을 낮출 가능성이 있다. 여기에는 인슐린을 증가시키거나, 창자에서의 당분 흡수를 줄이거나, 몸이 인슐린에 더 민감하게 반응하게 하는 약제들이 포함된다.[2] 제2형 당뇨병에서 인슐린을 사용할 때에는, 통상 경구 약제 복용을 계속하면서 초기에 지속성 처방을 추가하고,[1] 인슐린의 투여량을 늘려 영향을 준다.[1][3]
심혈관계 질환은 당뇨병과 관련된 심각한 합병증으로, 일부에서는 혈압을 130/80 mmHg 미만으로 유지하도록 권장한다.[4][5][6] 다만, 증거상으로는 140/90 mmHg에서 160/100 mmHg 사이의 어떤 값 이하를 유지해야 하는 것으로 뒷받침되었을 뿐이다.[7][8]
항고혈압제 중 ACE 억제제(ACEIs, angiotensin converting enzyme inhibitors)는 당뇨병 환자에 효과가 있는데, 유사한 약제인 앤지오텐신 수용체 차단제는 그렇지 못하다.[9] 아스피린도 심혈관에 문제가 있는 환자들에 추천되지만, 규칙적인 아스피린 사용이 단순한 당뇨병에 효과가 있는지는 증명되지 않았다.[10]

### 수술
신장 이식이 필요한 만성 신부전을 포함하여 합병증이 심한 제1형 당뇨병 환자에는 췌장 이식이 종종 고려된다.
비만의 제2형 당뇨병 환자에는 배리애트릭 수술이 종종 유효하다. 많은 이들이 수술 후 약 없이 또는 적은 양의 약으로 정상 혈당치를 유지할 수 있고, 장기 사망률도 감소한다. 다만, 1% 미만에서 수술 후 단기 사망률이 높아질 위험이 있다. 수술이 적절한지의 여부가 확실하지 않을 때에는 체질량 지수를 참고한다. 수술은 체중과 혈당 모두 모두 조절할 수 없는 환자에 대하여 고려하도록 권고된다.

## 역학
대한민국의 경우 제2형 당뇨병이 대부분이다. 제2형 당뇨병은 주로 성인에서 발생하고 제1형 당뇨병은 주로 소아에서 발생한다.

## 같이 보기
- 인슐린 저항성(IR)
- 대사 증후군(메터볼릭 신드롬)
- 지방간
- 간경변
- 피트산(en:Phytic acid, IP6)
- 여주 (식물)(비터 멜론)
- 이노시톨
- 현미
  - 발아현미
    - 감마 아미노뷰티르산(GABA)
- 옥타코사놀 - 지구력 증진
- 새고아미
- 미강(米糠) = 쌀눈(배아) + 쌀겨(호분층)
- 디톡스(해독)
  - 녹두
  - 피니톨(영어판)
- 제1형 당뇨병
- 제2형 당뇨병
- 개 당뇨병
- 고양이 당뇨병